# Dohrniphora scutellaris
Dohrniphora scutellaris är en tvåvingeart som beskrevs av Borgmeier 1960. Dohrniphora scutellaris ingår i släktet Dohrniphora och familjen puckelflugor.
Artens utbredningsområde är Costa Rica. Inga underarter finns listade i Catalogue of Life.